# 김부대왕로
김부대왕로(Gimbudaewang-ro)는 강원특별자치도 인제군 남면 다물교차로와 상남면 상남교차로를 잇는 강원도의 도로이다. 신라 경순왕의 아들인 마의태자가 신라 재건을 위해 김부대왕이라 칭하였고 주변에 김부대왕과 관련된 유적(옥새바위, 김부대왕각)이 있어 이를 기리기 위해 명명되었다. 산악지형의 영향으로 경사와 곡선구간이 많다.

## 노선
- 다물교차로 (설악로)
- 다물2교, 다물3교, 다물4교, 다물5교, 다물6교
- 갑둔고개
- 갑둔교
- 술구네미고개 (남면, 상남면 경계)
- 김부대왕각
- 금부교
- 비득재
- 상남7교, 상남6교, 봉남2교, 봉남1교, 상남5교, 부수교, 용소교
- 상남삼거리 (내린천로)